# ¡Dos!
¡Dos! je desáté studiové album americké skupiny Green Day. Album vyšlo 13. listopadu 2012 ve Spojeném království a následující den v USA u vydavatelství Reprise Records jako druhá část trilogie ¡Uno!, ¡Dos! a ¡Tré!. Na albu je cítit vliv garage rocku. Skladba „Amy“ je věnována Amy Winehouse.
Album získalo nejvyšší průměrné hodnocení ze všech tří trilogických alb, setkalo se s vesměs pozitivními recenzemi hudebních kritiků, kteří chválili jeho dynamický styl a chytlavé písně, jiným připadala jeho hudba nudná. Debutovalo na devátém místě na americkém Billboard 200, přičemž prodej v prvním týdnu dosáhl ve Spojených státech 69 000 výtisků. Album bylo prvním albem skupiny od podepsání smlouvy s významnou nahrávací společností.

## Seznam skladeb
Autory veškeré hudby jsou členové skupiny Green Day a texty napsal Billie Joe Armstrong.
| Pořadí | Název                          | Délka |
| ------ | ------------------------------ | ----- |
| 1.     | See You Tonight                | 1:06  |
| 2.     | Fuck Time                      | 2:45  |
| 3.     | Stop When the Red Lights Flash | 2:26  |
| 4.     | Lazy Bones                     | 3:34  |
| 5.     | Wild One                       | 4:19  |
| 6.     | Makeout Party                  | 3:14  |
| 7.     | Stray Heart                    | 3:44  |
| 8.     | Ashley                         | 2:50  |
| 9.     | Baby Eyes                      | 2:22  |
| 10.    | Lady Cobra                     | 2:05  |
| 11.    | Nightlife                      | 3:04  |
| 12.    | Wow, That's Loud               | 4:27  |
| 13.    | Amy                            | 3:25  |

## Obsazení
Green Day
- Billie Joe Armstrong – zpěv, kytara
- Mike Dirnt – baskytara, doprovodný zpěv
- Tré Cool – bicí, perkuse
- Jason White – kytara, doprovodný zpěv

Ostatní hudebníci
- Tom Kitt – aranže smyčců

Produkce
- Green Day – producenti
- Rob Cavallo – producent
- Chris Dugan – zvukový inženýr
- Chris Lord-Alge – mixing
- Ted Jensen – mastering
- Chris Bilheimer – obal